# Good Charlotte
Good Charlotte je ameriška rock skupina, ustanovljena 1. aprila 1996. Ime skupine izhaja iz otroške knjige ˝Good Charlotte: The Girls of Good Day Orphanage˝.

## O skupini
Glasbena skupina Good Charlotte, ki prihaja z vzhodne ameriške obale, je po vzoru predhodnih predstavnikov pop in post punka ter podobnih alternativnih rockerskih smeri (Blink 182, Third Eye Blind, Green day, Sum 41) pričel svojo kariero s preprostimi rifi, 'poskočnimi' in ostrimi melodijami ter uporniško vsebino generacije 'X'.

### Nastanek
Zasedbo sta po navdušenju nad koncertom Beasty Boysov z njihove Il Communication turneje leta 1996 ustanovila brata dvojčka Joel (pevec) in Benji Medden (kitarist) s še tremi srednješolskimi prijatelji. Vsi so privrženci energičnega punk rocka, pa vendarle še vedno ravno prav sentimentalni za čustvene balade mainstreamovskega rocka. Ime so si nadeli po otroški knjigi Good Charlotte: The Girls Of Good Day Orphanage.

### Delo
Leta 2000 so izdali dokaj neopaženi istoimenski prvenec (Good Charlotte). Dve leti kasneje pa se je s ploščo The Young & the Hopeless vse spremenilo. Singla 'Lifestyles of the Rich and Famous' in 'Anthem' sta jih katapultirala v radijski eter in postavila na vrh takratnega punk-popovskega dogajanja. Leta 2004 so izdali album The Chronicles of Life and Death in zatem sledi obdobju slave in uspeha, kar že a priori pomeni preizkušnjo več za Good Charlotte. Leta 2007 pa so izdali še četrti studijski album Good Morning Revival, s singlom »Keep Your Hands Off My Girl«.

## Zasedba
- Joel Madden - vokal and ritmična kitara
- Benji Madden - vodeča kitara and back vokal
- William Dean Martin - ritmična kitara, klaviature, back vokal
- Paul Thomas - bas kitara
- Dean Butterworth - bobni

## Diskografija

### Albumi
- 2000: Good Charlotte
- 2002: The Young and the Hopeless
- 2004: The Chronicles of Life and Death
- 2007: Good Morning Revival

### DVD-ji
- 2003: Video Collection
- 2004: Live at Brixton Academy
- 2006: Fast Future Generation